# Излучение

Иллюстрация относительной способности трех различных типов ионизирующего излучения проникать в твердое вещество. Типичные альфа-частицы (α) останавливаются листом бумаги, в то время как бета-частицы (β) останавливаются алюминиевой фольгой. Гамма-излучение (γ) затухает, когда оно проникает в свинец. Обратите внимание на предостережения в тексте об этой упрощенной диаграмме.

Международный символ типов и уровней радиации, небезопасных для неэкранированных людей. Излучение, существующее в природе, включает свет и звук.

В физике излучение — передача энергии в форме волн или частиц через пространство или через материальную среду. Это понятие включает в себя:
- электромагнитное излучение — радиоволны, микроволны, инфракрасное излучение, видимый свет, ультрафиолетовое излучение, рентгеновское излучение и гамма-излучение (γ);
- излучение частиц — альфа-излучение (α), бета-излучение (β), нейтронное и нейтринное излучение  (нейтральные частицы с ненулевой энергией покоя);
- акустическое излучение — ультразвуковые, звуковые и сейсмические волны (в зависимости от физической среды передачи);
- гравитационное излучение — излучение, которое принимает форму гравитационных волн, или рябь в кривизне пространства-времени.

Излучение часто классифицируется как ионизирующее или неионизирующее в зависимости от энергии излучаемых частиц. Ионизирующее излучение несёт более 10 эВ, что достаточно для ионизации атомов и молекул, а также разрыва химических связей. Это важное различие из-за большой разницы в пагубности для живых организмов. Распространенным источником ионизирующего излучения являются радиоактивные материалы, которые испускают α, β или γ излучение, состоящее из ядер гелия, электронов или позитронов и фотонов соответственно. К другим источникам относятся рентгеновские лучи от медицинских исследований рентгенографии, а также мюоны, мезоны, позитроны, нейтроны и другие частицы, которые составляют вторичные космические лучи, которые образуются после взаимодействия первичных космических лучей с атмосферой Земли.
Гамма-лучи, рентгеновское излучение и более высокий энергетический диапазон ультрафиолетового (УФ) света составляют ионизирующую часть электромагнитного спектра. Слово «ионизировать» относится к отрыву одного или нескольких электронов от атома, процесс, который требует относительно высокой энергии, обеспеченной электромагнитными волнами. Далее по спектру следуют неионизирующие источники энергии из нижнего ультрафиолетового спектра, которые не могут ионизировать атомы, но могут нарушать межатомные связи, которые образуют молекулы, тем самым разрушая их, а не атомы. Хорошим примером этого является солнечный ожог, вызванный длинноволновым солнечным ультрафиолетом. Волны с большей длиной волны, чем УФ, в видимом, инфракрасном и микроволновом диапазоне частот не могут разорвать связи, но могут вызвать вибрации в связях, которые воспринимаются как тепло. Радиоволны и ниже, как правило, не рассматриваются как вредные для биологических систем. Но это не резкое разграничение энергий, поскольку есть другие эффекты связанные с совпадением определённых частот.
Слово «излучение» происходит от явления исходящих волн (то есть распространяющихся во всех направлениях) от источника. Этот аспект приводит к системе измерений и физических единиц, которые применимы ко всем типам излучения. Поскольку такое излучение расширяется при прохождении через пространство и сохранении его энергии (в вакууме), интенсивность всех типов излучения от точечного источника следует закону обратных квадратов по отношению к расстоянию от его источника. Как и любой идеальный закон, закон обратных квадратов аппроксимирует измеренную интенсивность излучения до такой степени, как если бы источник приближался к геометрической точке.

## Ионизирующее излучение

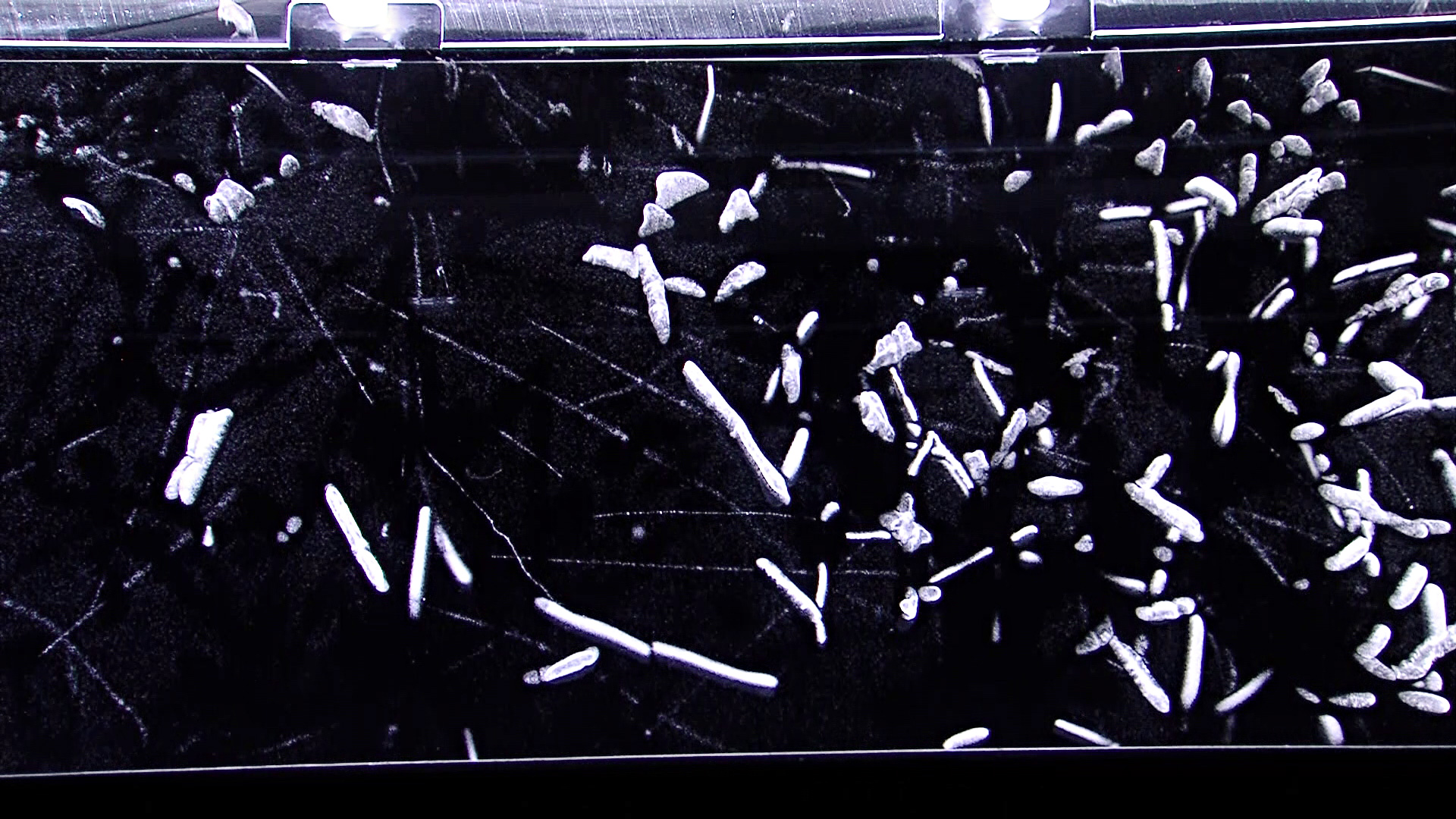
Некоторые виды ионизирующего излучения могут быть обнаружены в камере Вильсона.

Излучение с достаточно высокой энергией может ионизировать атомы; то есть оно может выбивать электроны из атомов, создавая ионы. Ионизация происходит, когда электрон вырывается (или «выбивается») из электронной оболочки атома, таким образом что оставляет атом с чистым положительным зарядом. Поскольку живые клетки и, что более важно, ДНК в этих клетках могут быть повреждены этой ионизацией, считается, что воздействие ионизирующего излучения увеличивает риск развития рака. Таким образом, «ионизирующее излучение» несколько искусственно отделено от излучения частиц и электромагнитного излучения просто из-за его огромного потенциала для биологического повреждения. В то время как отдельная клетка состоит из триллионов атомов, только небольшая их часть будет ионизирована при низкой или средней мощности излучения. Вероятность того, что ионизирующее излучение вызовет рак, зависит от поглощенной дозы облучения и зависит от тенденции к повреждению от типа излучения и чувствительности облученного организма или ткани (эффективная доза).
Если источником ионизирующего излучения является радиоактивный материал или ядерный процесс, такой как деление или синтез ядер, то необходимо рассмотреть вопрос об излучении частиц. Излучение частиц представляет собой излучение субатомной частицы, ускоренной ядерными реакциями до релятивистских скоростей. Из-за их импульсов они вполне способны выбивать электроны и ионизировать материалы, но, поскольку большинство из них имеют электрический заряд, они не обладают проникающей способностью ионизирующего излучения. Исключение составляют нейтральные частицы; смотри ниже. Существует несколько видов этих частиц, но большинство из них — это альфа-частицы, бета-частицы, нейтроны и протоны. Грубо говоря, фотоны и частицы с энергией выше примерно 10 электрон-вольт (эВ) — ионизирущие (некоторые авторитеты используют энергию 33 эВ, соответствующую энергии ионизации для воды). Излучение частиц от радиоактивного материала или космических лучей почти всегда несет достаточно энергии для ионизации.
Большая часть ионизирующего излучения исходит от радиоактивных материалов и космоса (космических лучей) и, как таковая, естественным образом присутствует в окружающей среде, поскольку большинство камней и почвы содержат небольшие концентрации радиоактивных материалов. Поскольку это излучение невидимо и не может быть непосредственно обнаружено человеческими чувствами, такие приборы, как счетчики Гейгера, обычно требуются для обнаружения его присутствия. В некоторых случаях это может привести к вторичной эмиссии видимого света при его взаимодействии с веществом, как в случае черенковского излучения и радиолюминесценции.

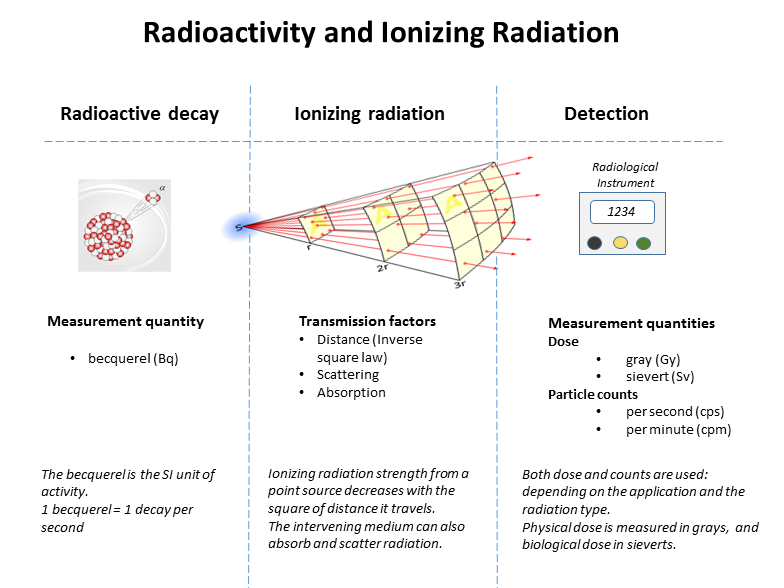
График, показывающий взаимосвязь между радиоактивностью и обнаруженным ионизирующим излучением

Ионизирующее излучение имеет множество практических применений в медицине, исследованиях и строительстве, но представляет опасность для здоровья при неправильном использовании. Воздействие радиации приводит к повреждению живой ткани; высокие дозы приводят к острой лучевой болезни с ожогами кожи, выпадением волос, органической недостаточности и смертью, в то время как любая доза может привести к увеличению вероятности рака и генетическим повреждениям; особой формы рака, рака щитовидной железы, часто возникает, когда ядерное оружие и реакторы являются источником излучения из-за биологической активности радиоактивного продукта деления йода, йода-131. Тем не менее расчет точного риска и вероятности образования рака в клетках, вызванного ионизирующим излучением, до сих пор не совсем понятен, и в настоящее время оценки неточно определяются по популяционным данным основанных на атомных бомбардировок Хиросимы и Нагасаки и из последующих событий ядерных аварий, таких как чернобыльская катастрофа, Авария на АЭС Фукусима (Фукусимская катастрофа). Международная комиссия по радиологической защите заявляет, что «Комиссия осведомлена о неопределенности и недостаточной точности моделей и значений параметров», «Коллективная эффективная доза не предназначена в качестве инструмента для оценки эпидемиологического риска, и её нецелесообразно использовать в прогнозах риска» и, «в частности, следует избегать расчета числа случаев смерти от рака на основе коллективных эффективных доз из простых индивидуальных доз».

### Ультрафиолетовая радиация
Ультрафиолет с длиной волны от 10 нм до 125 нм ионизирует молекулы воздуха, в результате чего он сильно поглощается воздухом и озоном (O3) в частности. Поэтому ионизирующее ультрафиолетовое излучение не проникает в атмосферу Земли в значительной степени и иногда называется вакуумным ультрафиолетом. Хотя эта часть УФ-спектра и присутствует в космосе, она не имеет биологического значения, поскольку не достигает живых организмов на Земле.
Существует слой атмосферы, в которой озон поглощает около 98 % неионизирующих, но опасных ультрафиолетовых лучей. Этот так называемый озоновый слой начинается примерно на высоте 32 км от поверхности и простирается в высоту. Часть ультрафиолетового спектра, который достигает земли (часть, которая обладает энергией выше 3,1 эВ, что соответствует длины волны менее 400 нм) не ионизирует, но все ещё биологически опасен из-за способности отдельных фотонов этой энергии вызывать электронное возбуждение в биологических молекулах и, таким образом, повреждать их посредством нежелательных реакций. Примером является образование димеров пиримидина в ДНК, которое начинается на длинах волн меньше 365 нм (3,4 эВ), что значительно ниже энергии ионизации. Это свойство дает ультрафиолетовому спектру некоторые характеристики ионизирующего излучения в биологических системах без реальной ионизации. Напротив, видимый свет и длинноволновое электромагнитное излучение, такое как инфракрасное излучение, микроволны и радиоволны, состоят из фотонов со слишком малой энергией, чтобы вызвать повреждающее молекулярное возбуждение, и, таким образом, это излучение намного менее опасно на единицу энергии.

### Рентгеновское излучение
Рентгеновские лучи представляют собой электромагнитные волны с длиной волны менее примерно 10−9 м (более 3 × 10 17 Гц и 1240 эВ). Меньшая длина волны соответствует более высокой энергии в соответствии с уравнением E = hc/λ. («E» — энергия; «h» — постоянная Планка; «c» — скорость света; «λ» — длина волны.) Когда рентгеновский фотон сталкивается с атомом, атом может поглощать энергию фотона и поднять электрон на более высокий уровень или, если фотон очень энергичен, он может полностью выбить электрон из атома, вызывая ионизацию атома. Как правило, более крупные атомы с большей вероятностью поглощают рентгеновский фотон, поскольку они имеют большие различия в энергии между электронами на разных уровнях. Мягкие ткани в организме человека состоят из атомов меньшего размера, чем атом кальция, из которых состоит кость, следовательно, существует контраст в поглощении рентгеновских лучей. Рентгеновские аппараты специально разработаны для использования разницы в абсорбции кости и мягких тканей, что позволяет врачам исследовать структуру человеческого тела.
Рентгеновские лучи также полностью поглощаются толщиной земной атмосферы, что приводит к предотвращению попадания солнечного излучения в рентгеновских лучах, меньшего по количеству, чем ультрафиолетовое излучение, но тем не менее мощного, к поверхности.

### Гамма-излучение

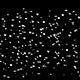
Гамма-излучение обнаруженое в камере Вильсона с изопропанолом.

Гамма (γ) излучение состоит из фотонов с длиной волны менее 3 × 10 −11 метров (более 10 19 Гц и 41,4 кэВ). Гамма-излучение — это ядерный процесс, который происходит, чтобы избавить нестабильное ядро от избыточной энергии после большинства ядерных реакций. Как альфа, так и бета частицы имеют электрический заряд и массу, и, таким образом, вполне вероятно, что они взаимодействуют с другими атомами на своем пути. Гамма-излучение, однако, состоит из фотонов, которые не имеют ни массы, ни электрического заряда и, как следствие, проникают через вещество гораздо глубже, чем альфа- или бета-излучение.
Гамма-лучи могут быть остановлены достаточно толстым или плотным слоем материала, где тормозная способность материала в данной области частот зависит в основном (но не полностью) от общей массы на пути излучения, независимо от того, обладает ли материал высокой или низкой плотностью. Однако, как и в случае с рентгеновскими лучами, материалы с высоким атомным номером, такие как свинец или обедненный уран, добавляют умеренное (обычно от 20 до 30 %) количество тормозной способности по сравнению с равной массой менее плотных материалов с более низким атомным весом (такие как вода или бетон). Атмосфера поглощает все гамма-лучи, приближающиеся к Земле из космоса. Даже воздух способен поглощать гамма-лучи, вдвое уменьшая энергию таких волн, проходя в среднем 150 м.

### Альфа-излучение

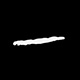
Альфа-частица обнаруженная в камере Вильсона с изопропанолом.

Альфа-частицы — это ядра гелий-4 (два протона и два нейтрона). Они сильно взаимодействуют с веществом благодаря своим зарядам и общей массе, и с их обычными скоростями проникают лишь на несколько сантиметров воздуха или несколько миллиметров материала низкой плотности (например, тонкую слюдяную пластину, специально помещают в некоторые трубки Гейгера, чтобы не задерживать их и позволить детектировать). Это означает, что альфа-частицы от обычного альфа-распада не проникают во внешние слои мертвых клеток кожи и не вызывают повреждения живых тканей глубже. Некоторые альфа-частицы очень высокой энергии составляют около 10 % космических лучей, и они способны проникать в тело и даже в тонкие металлические пластины. Однако они представляют опасность только для космонавтов, поскольку они отклоняются магнитным полем Земли и затем останавливаются её атмосферой.
Альфа-излучение опасно, когда альфа-излучающие радиоизотопы попадают в организм, вдыхаются или проглатываются. Это приближает радиоизотоп достаточно близко к чувствительной живой ткани, чтобы альфа-излучение могло повредить клетки. На единицу энергии альфа-частицы как минимум в 20 раз более эффективны при повреждении клеток, чем гамма- и рентгеновские лучи. Смотрите относительную биологическую эффективность для обсуждения этого эффекта. Примерами очень ядовитых альфа-излучателей являются все изотопы радия, радона и полония, из-за количества распадов, которые происходят в этих материалах с коротким периодом полураспада.

### Бета-излучение

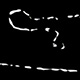
Электроны (бета-излучение), обнаруженные в камере Вильсона с изопропанолом.

Бета-минус (β -) излучение состоит из энергичного электрона. Это более проникающее, чем альфа-излучение, но менее, чем гамма. Бета-излучение от радиоактивного распада может быть остановлено с помощью нескольких сантиметров пластика или нескольких миллиметров металла. Оно возникает, когда нейтрон распадается на протон в ядре, высвобождая бета-частицу и антинейтрино. Бета-излучение от линейного ускорителя гораздо более энергетичное и проникающее, чем естественное бета-излучение. Иногда оно используется терапевтически, а именно в лучевой терапии для лечения поверхностных опухолей.
Бета-плюс (β +) излучение — это излучение позитронов, которые являются античастицей для электрона. Когда позитрон замедляется до скоростей, аналогичных скоростям электронов в материале, позитрон аннигилирует с электроном, высвобождая при этом процессе два гамма-фотона с энергией 511 кэВ. Эти два гамма-фотона будут путешествовать в (приблизительно) противоположных направлениях. Гамма-излучение от аннигиляции позитронов состоит из фотонов высокой энергии, и также является ионизирующим.

### Нейтронное излучение
Нейтроны классифицируются в соответствии с их скоростью или энергией. Нейтронное излучение состоит из свободных нейтронов. Эти нейтроны могут испускаться во время самопроизвольного или индуцированного ядерного деления. Нейтроны — это редкие частицы излучения; они производятся в больших количествах только там, где активны реакции деления или синтеза цепной реакции; это происходит в течение примерно 10 микросекунд при термоядерном взрыве или постоянно внутри работающего ядерного реактора; производство нейтронов в реакторе практически сразу прекращается, когда масса ядерного топлива становится некритической.
Нейтроны — это единственный тип ионизирующего излучения, которое может сделать другие объекты или материалы радиоактивными. Этот процесс, называемый нейтронной активацией, и является основным методом, используемым для производства радиоактивных источников для медицинских, научных и промышленных целей. Даже сравнительно низкоэнергетические тепловые нейтроны вызывают активацию нейтронов (фактически, они вызывают её более эффективно чем быстрые). Нейтроны не ионизируют атомы так же, как заряженные частицы, такие как протоны и электроны (путем возбуждения электрона), потому что нейтроны не имеют заряда. Именно благодаря их поглощению ядрами, которые затем становятся нестабильными, они вызывают ионизацию. Следовательно, нейтроны считаются «косвенно ионизирующими». Даже нейтроны без значительной кинетической энергии косвенно ионизируют вещество и, таким образом, представляют значительную радиационную опасность. Не все материалы способны к нейтронной активации; например, в воде наиболее распространенные изотопы присутствующих атомов обоих типов (водород и кислород) захватывают нейтроны и становятся тяжелее, но остаются относительно стабильными формами этих атомов. Только поглощение более чем одного нейтрона — статистически редкое явление — может активировать атом водорода, в то время как кислород требует двух дополнительных поглощений. Таким образом, вода обладает очень слабой способностью к активации. Соли натрия (как в морской воде), с другой стороны, должны поглощать только один нейтрон, чтобы стать Na-24, который является очень интенсивным источником бета-распада, с периодом полураспада 15 часов.
Кроме того, высокоэнергетические (высокоскоростные) нейтроны обладают способностью непосредственно ионизировать атомы. Один механизм, посредством которого нейтроны высокой энергии ионизируют атомы, состоит в том, чтобы ударить ядро атома и выбить атом из молекулы, оставляя один или несколько электронов позади, разрушая химическую связь. Это приводит к образованию химических свободных радикалов. Кроме того, нейтроны очень высокой энергии могут вызывать ионизирующее излучение в результате «расщепления нейтронов» или выбивания, при котором нейтроны вызывают выброс протонов высоких энергий из атомных ядер (особенно ядер водорода) при ударе. Последний процесс передает большую часть энергии нейтрона протону, так же, как один бильярдный шар ударяется о другой. Заряженные протоны и другие продукты таких реакций вызывают прямую ионизацию.
Нейтроны высокой энергии обладают высокой проникающей способностью и могут путешествовать на большие расстояния в воздухе (сотни или даже тысячи метров) и умеренные расстояния (несколько метров) в обычных твердых телах. Как правило, они требуют экранирования веществом, обогащенного водородом, такого как бетон или вода, чтобы блокировать их пробег на расстояниях менее метра. Обычный источник нейтронного излучения находится внутри ядерного реактора, где в качестве эффективного экранирования используется слой воды толщиной в несколько метров.

## Космическое излучение
Существует два источника частиц высокой энергии, попадающих в атмосферу Земли из космоса: Солнце и дальний космос. Солнце непрерывно испускает частицы, в первую очередь свободные протоны в солнечном ветре и иногда значительно увеличивает поток с выбросами корональной массы.
Частицы из дальнего космоса (меж- и внегалактические) встречаются гораздо реже, но имеют гораздо более высокие энергии. Эти частицы также в основном протоны, причем большая часть остатка состоит из гелионов (альфа-частиц). Несколько полностью ионизованных ядер более тяжелых элементов также присутствуют. Происхождение этих галактических космических лучей ещё недостаточно изучено, но они, кажется, являются остатками сверхновых и особенно гамма-всплесков, которые имеют магнитные поля, способные к огромным ускорениям, измеренным по наличию этих частиц. Они также могут генерироваться квазарами, которые представляют собой явление реактивной струи но в масштабе всей галактики, похожее на гамма-всплески явление, но известное своим гораздо большими размерами, и которые, по-видимому, являются интенсивной частью ранней истории Вселенной.

## Неионизирующее излучение

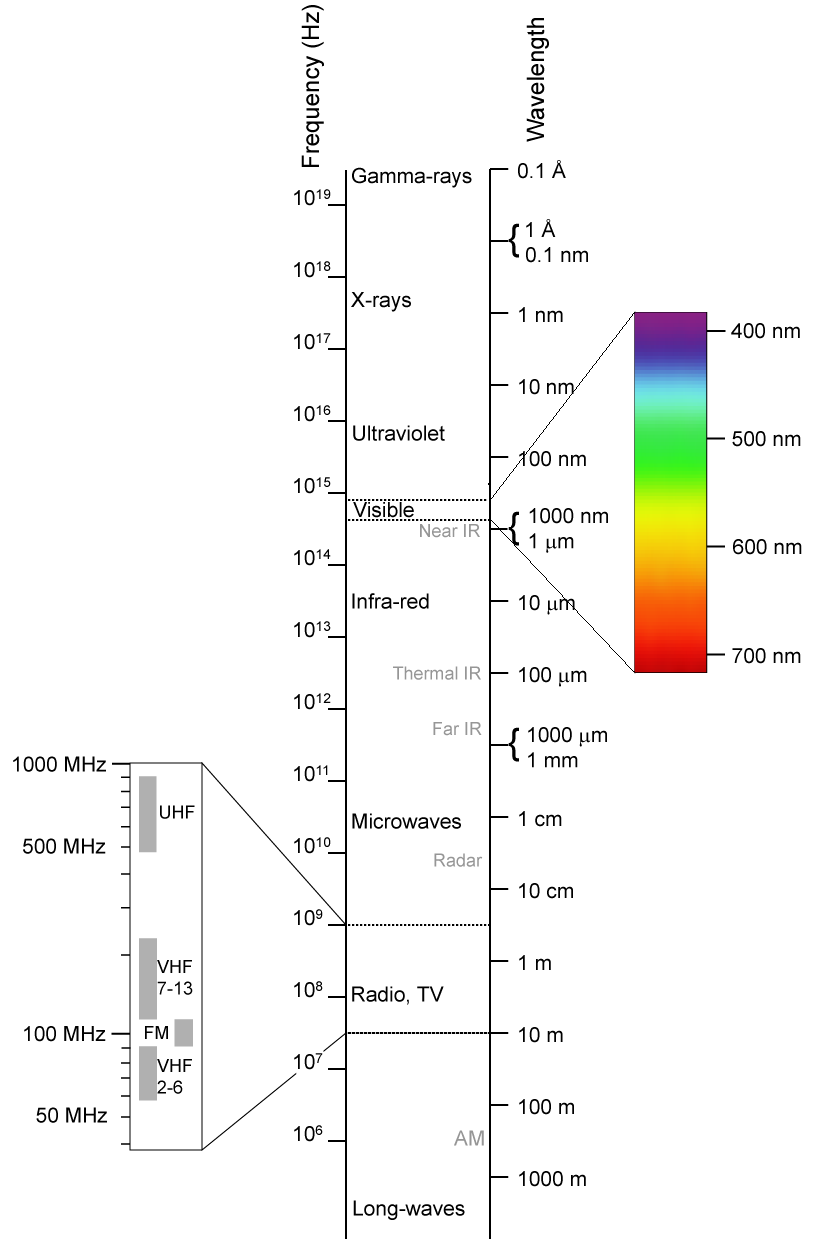
Электромагнитный спектр

Кинетическая энергия частиц неионизирующего излучения слишком мала, чтобы создавать заряженные ионы при прохождении через вещество. Для неионизирующего электромагнитного излучения (см. Типы ниже) ассоциированные частицы (фотоны) имеют только достаточную энергию для изменения вращательных, колебательных или электронных валентных конфигураций молекул и атомов. Влияние неионизирующих форм излучения на живые ткани стало предметом изучения лишь недавно. Тем не менее различные биологические эффекты наблюдаются для разных типов неионизирующих излучений.
Даже «неионизирующее» излучение способно вызвать термическую ионизацию, если оно выделяет достаточно тепла для повышения температуры до энергий ионизации. Эти реакции происходят при гораздо более высоких энергиях, чем с ионизирующим излучением, которое требует только отдельных частиц, чтобы вызвать ионизацию. Знакомый пример термической ионизации — ионизация пламенем обычного огня и реакции потемнения в обычных продуктах питания, вызванные инфракрасным излучением, во время прожарки пищи.
Электромагнитный спектр — это диапазон всех возможных частот электромагнитного излучения. Электромагнитный спектр (обычно просто спектр) объекта — это характерное распределение электромагнитного излучения, испускаемого или поглощаемого этим конкретным объектом.
Неионизирующая часть электромагнитного излучения состоит из электромагнитных волн, которые (как отдельные кванты или частицы, см. Фотон) недостаточно энергичны, чтобы отделить электроны от атомов или молекул и, следовательно, вызвать их ионизацию. К ним относятся радиоволны, микроволны, инфракрасный и (иногда) видимый свет. Более низкие частоты ультрафиолетового света могут вызвать химические изменения и молекулярное повреждение, подобное ионизации, но технически не ионизируют. Самые высокие частоты ультрафиолетового света, а также всех рентгеновских и гамма-лучей являются ионизирующими.
Возникновение ионизации зависит от энергии отдельных частиц или волн, а не от их количества. Интенсивный поток частиц или волн не вызовет ионизации, если эти частицы или волны не несут достаточно энергии для ионизации, если они не поднимают температуру тела до точки, достаточно высокой, чтобы ионизировать небольшую часть атомов или молекул в процессе термоионизация (однако это требует относительно экстремальных интенсивностей излучения).

### Ультрафиолетовый свет
Как отмечено выше, нижняя часть спектра ультрафиолета, называемая мягким УФ, от 3 эВ до примерно 10 эВ, является неионизирующей. Однако влияние неионизирующего ультрафиолета на химию и ущерб, наносимый биологическим системам (включая окисление, мутации и рак), таковы, что даже эту часть ультрафиолета часто сравнивают с ионизирующим излучением.

### Видимый свет
Свет, или видимый свет, представляет собой очень узкий диапазон электромагнитного излучения с длиной волны, видимой человеческому глазу, или 380—750 нм, что соответствует диапазону частот от 790 до 400 ТГц соответственно. В более широком смысле физики используют термин «свет» для обозначения электромагнитного излучения всех длин волн, видимого или нет.

### Инфракрасное излучение
Инфракрасный (ИК) свет — это электромагнитное излучение с длиной волны от 0,7 до 300 микрометров, что соответствует диапазону частот от 430 до 1 ТГц соответственно. Длина волны ИК длиннее, чем у видимого света, но короче, чем у микроволн. Инфракрасное излучение может быть обнаружено на расстоянии от излучающих объектов посредством «ощущения». Змеи, чувствительные к инфракрасному излучению, могут обнаруживать и фокусировать инфракрасное излучение с помощью линзы-обскуры в их головах, называемой «пит» (англ. pit). Яркий солнечный свет обеспечивает излучение чуть более 1 киловатта на квадратный метр на уровне моря. Из этой энергии 53 % составляет инфракрасное излучение, 44 % — видимый свет и 3 % — ультрафиолетовое излучение.

### СВЧ

В электромагнитном излучении (таком как микроволны от антенны, показанном здесь) термин «излучение» применяется только к частям электромагнитного поля, которые излучают в бесконечное пространство и уменьшают интенсивность по закону обратных квадратов, так что общее излучение энергии, которая проходит через воображаемую сферическую поверхность, одинакова, независимо от того, как далеко от антенны отводится сферическая поверхность. Электромагнитное излучение включает в себя часть дальнего поля электромагнитного поля вокруг передатчика. Часть «ближнего поля», близкая к передатчику, является частью изменяющегося электромагнитного поля, но не считается электромагнитным излучением.

Микроволны-это электромагнитные волны с длиной волны от одного миллиметра до одного метра, что соответствует диапазону частот от 300 МГц до 300 ГГц. Это широкое определение включает в себя как УВЧ, так и КВЧ (миллиметровые волны), но различные источники используют различные другие ограничения. Во всех случаях микроволны включают в себя всю сверхвысокочастотную полосу (от 3 до 30 ГГц или от 10 до 1 см) как минимум, причем радиочастотная техника часто ставит нижнюю границу на 1 ГГц (30 см), а верхнюю-около 100 ГГц (3 мм).

### Радиоволны
Радиоволны представляют собой тип электромагнитного излучения с длинами волн в электромагнитном спектре длиннее, чем инфракрасный свет. Как и все другие электромагнитные волны, они движутся со скоростью света. Встречающиеся в природе радиоволны создаются молнией или некоторыми астрономическими объектами. Искусственно созданные радиоволны используются для фиксированной и мобильной радиосвязи, радиовещания, радиолокации и других навигационных систем, спутниковой связи, компьютерных сетей и множества других приложений. Кроме того, почти любой провод, несущий переменный ток, будет излучать часть энергии в виде радиоволн; это в основном называется интерференцией. Разные частоты радиоволн имеют разные характеристики распространения в атмосфере Земли; длинные волны могут изгибаться со скоростью искривления Земли и могут очень равномерно покрывать часть Земли, более короткие волны распространяются по всему миру путем многократных отражений от ионосферы и поверхности Земли. Гораздо более короткие длины волн изгибаются или отражаются очень мало и движутся вдоль линии обзора.

### Очень низкая частота
Очень низкая частота относится к частотному диапазону от 30 Гц до 3 кГц, что соответствует длинам волн от 100 000 до 10 000 метров соответственно. Поскольку в этом диапазоне радиочастотного спектра пропускная способность невелика, то могут передаваться только самые простые сигналы, например, для радионавигации. Также известный как полоса мириаметра или волна мириаметра, поскольку длины волн варьируются от десяти до одного мириаметра (устаревшая метрическая единица, равная 10 километрам).

### Чрезвычайно низкая частота
Чрезвычайно низкая частота — это частоты излучения от 3 до 30 Гц (108 до 107 метров соответственно). В науке об атмосфере обычно дается альтернативное определение, от 3 Гц до 3 кГц. В соответствующей науке о магнитосфере считается, что низкочастотные электромагнитные колебания (пульсации, происходящие ниже ~3 Гц) лежат в диапазоне ULF, который, таким образом, также определяется иначе, чем полосы радиосвязи ITU. Массивная военная антенна ELF в Мичигане излучает очень медленные сообщения на недоступные на других частотах приемники, такие как подводные лодки.

### Тепловое излучение (тепло)
Тепловое излучение является общим синонимом инфракрасного излучения, испускаемого объектами при температурах, часто встречающихся на Земле. Тепловое излучение относится не только к самому излучению, но и к процессу, с помощью которого поверхность объекта излучает свою тепловую энергию в форме излучения чёрного тела. Инфракрасное или красное излучение от обычного бытового радиатора или электрического нагревателя является примером теплового излучения, как и тепло, излучаемое работающей лампой накаливания. Тепловое излучение генерируется, когда энергия от движения заряженных частиц внутри атомов преобразуется в электромагнитное излучение.
Как отмечалось выше, даже низкочастотное тепловое излучение может вызывать температурную ионизацию всякий раз, когда оно отдает достаточное количество тепловой энергии, чтобы повысить температуру до достаточно высокого уровня. Типичными примерами этого являются ионизация (плазма), наблюдаемая в обычном пламени.

### Излучение абсолютно чёрного тела
Излучение абсолютно черного тела — это идеализированный спектр излучения, излучаемого телом, имеющим одинаковую температуру. Форма спектра и общее количество энергии, излучаемой телом, является функцией абсолютной температуры этого тела. Излучаемое излучение охватывает весь электромагнитный спектр, а интенсивность излучения (мощность/единица площади) на данной частоте описывается законом излучения Планка. Для данной температуры чёрного тела существует определённая частота, на которой излучаемое излучение имеет максимальную интенсивность. Эта максимальная частота излучения сдвигается к более высоким частотам, когда температура тела увеличивается. Частота, на которой излучение чёрного тела является максимальным, определяется законом смещения Вина и является функцией абсолютной температуры тела. Чёрное тело — это то, которое излучает при любой температуре максимально возможное количество излучения на любой данной длине волны. Чёрное тело также будет поглощать максимально возможное падающее излучение на любой заданной длине волны. Таким образом, чёрное тело с температурой, равной или ниже комнатной, будет казаться абсолютно чёрным, поскольку оно не будет отражать падающий свет и не будет излучать достаточно излучения на видимых длинах волн, чтобы наши глаза могли его обнаружить. Теоретически, чёрное тело испускает электромагнитное излучение по всему спектру от очень низких частот радиоволн до рентгеновских лучей, создавая континуум излучения.
Цвет излучающего чёрного тела говорит о температуре его излучающей поверхности. Он отвечает за цвет звезд, которые варьируются от инфракрасного до красного (2500 К), жёлтого (5800 К), белого и сине-белого (15 000 К), когда пиковое излучение проходит через эти точки в видимом спектре, Когда пик находится ниже видимого спектра, тело является чёрным, в то время как когда оно находится выше видимого спектра, то видится как сине-белое, так как все видимые цвета представлены от синего, уменьшающегося до красного.

## Открытие
Электромагнитное излучение с длинами волн, отличными от видимого света, было обнаружено в начале 19 века. Открытие инфракрасного излучения приписывается астроному Вильяму Гершелю. Гершель доложил свои результаты в 1800 году перед Лондонским королевским обществом. Гершель, как и Риттер, использовал призму для преломления света от Солнца и обнаружил инфракрасное излучение (за пределами красной части спектра) через повышение температуры, зарегистрированное термометром.
В 1801 году немецкий физик Иоганн Вильгельм Риттер открыл ультрафиолетовое излучение, отметив, что лучи призмы затемняют препараты хлорида серебра быстрее, чем фиолетовый свет. Эксперименты Риттера были ранним предшественником того, что станет фотографией. Риттер отметил, что ультрафиолетовые лучи способны вызывать химические реакции.
Первые обнаруженные радиоволны были получены не от естественного источника, а были специально искусственно созданы немецким ученым Генрихом Герцем в 1887 году с использованием электрических цепей, рассчитанных для генерации колебаний в диапазоне радиочастот, в соответствии с уравнениями Джеймса Клерка Максвелла.
Вильгельм Рентген открыл излучение и назвал их X-лучи (рентген). Экспериментируя с высоким напряжением, приложенным к откачанной трубе 8 ноября 1895 года, он заметил флуоресценцию на соседней пластине из стекла с покрытием. В течение месяца он открыл основные свойства рентгеновских лучей.
В 1896 году Анри Беккерель обнаружил, что лучи, исходящие от некоторых минералов, проникали в чёрную бумагу и вызывали запотевание неэкспонированной фотопластинки. Его докторант Мария Кюри обнаружила, что только определённые химические элементы испускают эти лучи энергии. Она назвала это поведение радиоактивностью.
Альфа-лучи (альфа-частицы) и бета-лучи (бета-частицы) были разделены Эрнестом Резерфордом путем простых экспериментов в 1899 году. Резерфорд использовал общий радиоактивный источник смолы и определил, что лучи, создаваемые источником, имеют различное проникновение в материалы. У одного типа было короткая глубина проникновения (оно останавливалось бумагой) и имело положительный заряд, который Резерфорд назвал альфа-лучами. Другой был более проникающим (способен экспонировать пленку через бумагу, но не через металл) и имел отрицательный заряд, и этот тип Резерфорд назвал бета. Это было излучение, впервые обнаруженное Беккерелем из солей урана. В 1900 году французский ученый Пол Виллар обнаружил третий тип излучения радия с нейтральным зарядом и особенно проникающим, и после того, как он описал его, Резерфорд понял, что это должен быть ещё один тип излучения, который в 1903 году Резерфорд назвал гамма-лучами.
Сам Анри Беккерель доказал, что бета-лучи являются быстрыми электронами, а Резерфорд и Томас Ройдс в 1909 году доказали, что альфа-частицы являются ионизированным гелием. Резерфорд и Эдвард Андраде доказали в 1914 году, что гамма-лучи похожи на рентгеновские лучи, но с более короткими длинами волн.
Источники космических лучей, падающих на Землю из космоса, были окончательно признаны и доказали свое существование в 1912 году, когда ученый Виктор Гесс использовал свободный электрометр на различных высотах в полете на воздушном шаре. Природа этих излучений только постепенно стала понятна в последующие годы.
Нейтронное излучение было открыто вместе с нейтроном Чедвиком в 1932 году. Вскоре после этого в камере Вильсона при исследовании реакций космических лучей были обнаружены другие высокоэнергетические излучения частиц, такие как позитроны, мюоны и пионы, и были получены другие типы излучения частиц искусственно в ускорителях частиц, в течение второй половины двадцатого века.

## Использование

### Медицина
Радиация и радиоактивные вещества используются для диагностики, лечения и исследований. Например, рентгеновское излучение проходит через мышцы и другие мягкие ткани, но задерживается плотными материалами. Это свойство рентгеновских лучей позволяет врачам находить сломанные кости и обнаруживать раковые образования, которые могут расти в организме. Врачи также обнаруживают определённые заболевания, вводя радиоактивное вещество и отслеживая излучение, выделяемое при движении вещества по организму. Излучение, используемое для лечения рака, называется ионизирующим излучением, потому что оно образует ионы в клетках тканей, через которые оно проходит, поскольку оно выбивает электроны из атомов. Это может убить клетки или изменить гены, чтобы клетки не могли расти. Другие формы излучения, такие как радиоволны, микроволны и световые волны, называются неионизирующими. Они не имеют достаточно энергии и не способны ионизировать клетки.

### Связь
Все современные системы связи используют формы электромагнитного излучения. Изменения в интенсивности излучения представляют собой изменения в звуке, изображениях или другой передаваемой информации. Например, человеческий голос передаётся как радиоволны или микроволны, заставляя волну варьироваться согласно соответствующим изменениям в голосе. Музыканты также экспериментировали с гамма-обработкой ультразвука или с использованием ядерного излучения для создания звука и музыки.

### Наука
Исследователи используют радиоактивные атомы, чтобы определить возраст материалов, которые когда-то были частью живого организма. Возраст таких материалов можно оценить, измерив количество радиоактивного углерода, которое они содержат, в процессе, называемом радиоуглеродным датированием. Точно так же, используя другие радиоактивные элементы, можно определить возраст горных пород и других геологических особенностей (даже некоторых искусственных объектов); это называется радиометрическим датированием. Ученые-экологи используют радиоактивные атомы, известные как индикаторные атомы, для определения путей, по которым загрязняющие вещества проходят через окружающую среду.
Излучение используется для определения состава материалов в процессе, называемом нейтронно-активационным анализом. В этом процессе ученые бомбардируют образец вещества нейтронами. Некоторые атомы в образце поглощают нейтроны и становятся радиоактивными. Ученые могут идентифицировать элементы в образце, изучая испускаемое излучение.

## Возможный ущерб для здоровья и окружающей среды от определённых видов излучения
Ионизирующее излучение в определённых условиях может нанести ущерб живым организмам, вызвать рак или разрушить генетический материал.
Неионизирующее излучение в определённых условиях также может привести к повреждению живых организмов, например к ожогам. В 2011 году Международное агентство по исследованию рака Всемирной организации здравоохранения (ВОЗ) опубликовало заявление о добавлении радиочастотных электромагнитных полей (включая микроволновые и миллиметровые волны) в свой список вещей, которые могут быть канцерогенными для человека. С 2013 года радиочастотные электромагнитные волны классифицируются как "возможно канцерогенный фактор для человека". Исследования в этой области продолжаются.

На веб-сайте EMF-Portal в Ахенском университете представлена одна из крупнейших баз данных о воздействии электромагнитного излучения. По состоянию на 12 июля 2019 года в нём насчитывалось 28 547 публикаций и 6 369 резюме отдельных научных исследований о воздействии электромагнитных полей. 